# Sudoïte
La sudoïte est un minéral de la famille des silicates, appartenant au groupe des chlorites. Il a été nommé ainsi en l'honneur de Toshio Sudo (1911-2000), professeur de minéralogie à l'université de Tokyo, au Japon. La tosudite porte également son nom. Elle a été approuvée comme espèce valide par l'Association internationale de minéralogie en 1966.

## Caractéristiques
La sudoïte est un silicate de formule chimique Mg2Al3(Si3Al)O10)(OH)8. Elle cristallise dans le système monoclinique. Sa dureté sur l'échelle de Mohs est comprise entre 2,5 et 3,5.

## Classification
Selon la classification de Nickel-Strunz, elle appartient à "09.EC - Phyllosilicates avec des feuillets de mica, composés de réseaux tétraédriques et octaédriques", avec les minéraux suivants du groupe 09.EC.55 : 
| Minéral            | Formule                                | Groupe ponctuel                 | Groupe d'espace |
| ------------------ | -------------------------------------- | ------------------------------- | --------------- |
| Baileychlore       | (Zn,Al)3[Fe2Al][Si3AlO10](OH)8         | 1 ou 1                          | C1 ou C1        |
| Borocookéite       | Li1+3xAl4-x(BSi3)O10(OH,F)8 (x ≤ 0,33) | 2/m                             | C2/m            |
| Chamosite          | (Fe,Mg,Fe)5Al(Si3Al)O10(OH,O)8         | 2/m                             | C2/m            |
| Clinochlore        | (Mg,Fe)5Al(Si3Al)O10(OH)8              | 2/m                             | C2/m            |
| Cookéite           | LiAl4(Si3Al)O10(OH)8                   | 1, 2 ou 2/m                     | C1, C2 ou Cc    |
| Donbassite         | Al2[Al2,33][Si3AlO10](OH)8             | 2/m                             | C2/m            |
| Franklinfurnacéite | Ca(Fe,Al)Mn4Zn2Si2O10(OH)8             | 2                               | C2              |
| Glagolevite        | NaMg6[Si3AlO10](OH,O)8·H2O             | 1                               | C1              |
| Gonyérite          | Mn3[Mn3Fe][(Si,Fe)4O10](OH,O)8         | orthorhombique pseudo-hexagonal | inconnu         |
| Nimite             | (Ni,Mg,Fe)5Al(Si3Al)O10(OH)8           | 2/m                             | C2/m            |
| Odinite            | (Fe,Mg,Al,Fe,Ti,Mn)2,5(Si,Al)2O5(OH)4  | m                               | Cm              |
| Orthochamosite     | (Fe,Mg,Fe)5Al(Si3Al)O10(OH,O)8         | orthorhombique pseudo-hexagonal | inconnu         |
| Pennantite         | Mn5Al(Si3Al)O10(OH)8                   | 2/m                             | C2/m            |
| Sudoïte            | Mg2(Al,Fe)3Si3AlO10(OH)8               | 2/m                             | C2/m            |

## Formation et gisements
Elle a été découverte dans la formation Knollenberg Keuper, dans le village de Plochingen, dans la région de Stuttgart (Bade-Wurtemberg, Allemagne). Bien qu'il s'agisse d'une espèce inhabituelle, elle a été décrite sur tous les continents de la planète à l'exception de l'Océanie et de l'Antarctique. Ce minéral se retrouve principalement en contexte hydrothermal ou de métamorphisme haute pression/basse température (HP/LT),,.

## Utilisation
Ce minéral a été utilisé pour la production d'éléments de parure, perles et pendentifs, durant le Céramique ancien (500 av. J.-C.–500 apr. J.-C.), dans les Petites Antilles. La source précise d'une telle formation de sudoïte suffisamment volumineuse et résistante pour fabriquer des bijoux, n'est pas encore connue.